# Drapac-Cannondale Holistic Development Team
A Drapac-Cannondale Holistic Development Team (código UCI: DCC) é um equipa ciclista profissional australiana.

## Sede
A sede da equipa encontrava-se em Melbourne (Victoria).

## Material ciclista
A equipa utilizava biciclitas Swift, anteriormente tinha utilizado Bianchi (2006) e Giant (2007-2010, 2012-2013).

## Classificações UCI
A partir de 2005 a UCI instaurou os Circuitos Continentais UCI, onde a equipa está desde que se criou dita categoria. Tem participado em carreiras de diferentes circuitos, com o qual tem estado nas classificações do UCI Europe Tour Ranking, UCI America Tour Ranking, UCI Asia Tour Ranking e UCI Africa Tour Ranking. As classificações da equipa e de sua ciclista mais destacado são as seguintes.

### UCI America Tour
| Temporada | Classificação por equipas | Melhor corredor | Posição |
| 2013-2014 | 36º                       | Lachlan Norris  | 333º    |
| 2015      | 14º                       | Lachlan Norris  | 32º     |
| 2016      | 38º                       | Peter Koning    | 273º    |
| 2017      | 50º                       | Liam White      | 410º    |

### UCI Asia Tour
| Temporada | Classificação por equipas | Melhor corredor    | Posição |
| 2005-2006 | 7º                        | Robert McLachlan   | 10º     |
| 2006-2007 | 10º                       | Darren Lapthorne   | 50º     |
| 2007-2008 | 21º                       | Mitchell Docker    | 45º     |
| 2008-2009 | 17º                       | Peter McDonald     | 53º     |
| 2009-2010 | 19º                       | Peter McDonald     | 65º     |
| 2010-2011 | 18º                       | Muhamad Othman     | 46º     |
| 2011-2012 | 12º                       | Rhys Pollock       | 11º     |
| 2012-2013 | 8º                        | Bernard Sulzberger | 13º     |
| 2013-2014 | 9º                        | Wouter Wippert     | 13º     |
| 2015      | 12º                       | Wouter Wippert     | 18º     |
| 2016      | 9º                        | Jason Lowndes      | 112º    |
| 2017      | 35º                       | Jesse Featonby     | 117º    |
| 2018      | 73º                       | Liam Magennis      | 209º    |

### UCI Europe Tour
| Temporada | Classificação por equipas | Melhor corredor  | Posição |
| 2006-2007 | 132º                      | Robert McLachlan | 1187º   |
| 2007-2008 | 89º                       | Mitchell Docker  | 418º    |
| 2008-2009 | 101º                      | Stuart Shaw      | 798º    |
| 2009-2010 | 104º                      | Angus Morton     | 816º    |
| 2010-2011 | 90º                       | Floris Goesinnen | 319º    |
| 2011-2012 | 91º                       | Adam Phelan      | 237º    |
| 2012-2013 | 102º                      | Adam Phelan      | 292º    |
| 2013-2014 | 99º                       | Darren Lapthorne | 373º    |
| 2015      | 131º                      | Brenton Jones    | 1056º   |
| 2016      | 83º                       | Brendan Canty    | 708º    |
| 2017      | 123º                      | Cyrus Monk       | 987º    |
| 2018      | 114º                      | James Whelan     | 599º    |

### UCI Oceania Tour
| Temporada | Classificação por equipas | Melhor corredor    | Posição |
| 2005-2006 | 3º                        | Phillip Thuaux     | 4º      |
| 2006-2007 | 1º                        | Robert McLachlan   | 1º      |
| 2007-2008 | 9º                        | Stuart Shaw        | 40º     |
| 2008-2009 | 1º                        | Peter McDonald     | 1º      |
| 2009-2010 | 6º                        | Lachlan Norris     | 15º     |
| 2010-2011 | 5º                        | Lachlan Norris     | 11º     |
| 2011-2012 | 3º                        | Rhys Pollock       | 4º      |
| 2012-2013 | 3º                        | Adam Phelan        | 6º      |
| 2013-2014 | 2º                        | Bernard Sulzberger | 4º      |
| 2015      | 2º                        | Jordan Kerby       | 4º      |
| 2016      | 2º                        | Brendan Canty      | 4º      |
| 2017      | 3º                        | Cyrus Monk         | 8º      |
| 2018      | 2º                        | James Whelan       | 2º      |

## Palmarés
Para anos anteriores veja-se: Palmarés da Drapac Cycling.

### Palmarés de 2019

#### Circuitos Continentais UCI
| Datas         | Circuito                 | Carreiras                              | Ganhador         |
| 25 de janeiro | UCI Oceania Tour de 2019 | 3.ª etapa da New Zealand Cycle Classic | Jensen Plowright |
| 27 de janeiro | UCI Oceania Tour de 2019 | 5.ª etapa da New Zealand Cycle Classic | Theodore Yates   |

## Plantel
Para anos anteriores veja-se: Elencos da Drapac Cycling.

### Elenco de 2019
| Nome             | Nascimento | Nacionalidade | Equipa de 2018                                     |
| Thomas Bolton    | 20/11/1998 | Austrália     | Oliver's Real Food                                 |
| Patrick Burt     | 26/05/1996 | Austrália     | Drapac-EF p/b Cannondale Holistic Development Team |
| Zachary Johnson  | 04/04/2000 | Austrália     | Neoprofissional                                    |
| Tom Kaesler      | 01/03/1995 | Austrália     | Drapac-EF p/b Cannondale Holistic Development Team |
| Liam Magennis    | 14/03/1997 | Austrália     | Drapac-EF p/b Cannondale Holistic Development Team |
| Oliver Martin    | 23/06/1995 | Austrália     | Brisbane Continental Cycling Team                  |
| Jensen Plowright | 15/05/2000 | Austrália     | Neoprofissional                                    |
| Ryan Thomas      | 02/02/1995 | Austrália     | Brisbane Continental Cycling Team                  |
| Liam White       | 09/11/1994 | Austrália     | Drapac-EF p/b Cannondale Holistic Development Team |
| Theodore Yates   | 28/02/1995 | Austrália     | Drapac-EF p/b Cannondale Holistic Development Team |